# 復興局疑獄事件
復興局疑獄事件（ふっこうきょくぎごくじけん）は、1924年8月内務省復興局内で発生した土地買収にからむ贈収賄事件である。

## 概要
関東大震災の復興担当であった内務省復興局の調達係長と購買係員が、区画整理事業の土地買収にからみ、業者から2万円の収賄したとされる事件であり、復興事業が順調に進み始めた矢先の疑獄で、事業は一頓挫をみることになった。
十河信二前局長ら多くの検挙者を出し、十河の親友であった土木部長の太田圓三は自殺している。十河は冤罪を訴えて無罪となり、後に国鉄総裁となった。

## 参考
- 「復興せよ! 後藤新平と大震災2400日の戦い」（2012年1月22日、讀賣テレビ放送制作のドキュメンタリードラマ）